# Хвойская
Хвойская — деревня в Даровском районе Кировской области в составе Лузянского сельского поселения.

## География
Находится на расстоянии примерно 56 км по прямой на север от райцентра поселка Даровской.

## История
Известна с 1727 года как Хвоинский починок с 2 дворами, в 1764 году здесь было население 17 душ (мужского пола), в 1859 было в деревне Хвойская отмечено дворов 4 и жителей 26, в 1926 25 и 150, в 1950 25 и 77, в 1989 проживало 36 человек.

## Население
Постоянное население  составляло 33 человека (русские 100%) в 2002 году, 15 в 2010.